# Dark Room (Michele Morrone)
Dark Room è il primo album in studio del cantante italiano Michele Morrone, pubblicato il 14 febbraio 2020 su etichette discografiche Agora, Polydor Records e Universal Music Group. È in parte una promozione per il film 365 Giorni distribuito sulla piattaforma Netflix.

## Accoglienza
All'album è stata data una recensione negativa dal giornalista Paweł Waliński della rivista Interia. Ha definito l'album una "promozione estremamente insipida e aggressiva" per il film 365 giorni. Ha paragonato l'album in studio a "un nano che si presenta durante una festa di paté". Ha poi fatto notare che Michele non aveva la giusta intonazione per il canto.
Agnieszka Szachowska scrivendo per il portale Kulturalne Media, ha menzionato il fatto che quattro canzoni dell'album sono state utilizzate nel film 365 Giorni. Ha spiegato che i testi e la musica delle canzoni erano "sensuali, ma decisamente commerciali". Ha scritto che "il potenziale è stato mostrato solo nelle ultime 3 canzoni dell'album". Ha anche descritto l'album come "album rock/pop non troppo ambizioso".

## Tracce
Testi e musiche di Michele Morrone, Dominic Buczkowski-Wojtaszek e Patryk Kumór, eccetto dove indicato.
1. Drink Me – 2:13
2. Hard for Me – 2:58
3. Watch Me Burn – 3:06 (Michele Morrone, Małgorzata Uściłowska, Dominic Buczkowski-Wojtaszek e Patryk Kumór)
4. Dark Room – 3:05 (Michele Morrone)
5. Feel It – 2:39
6. Do It Like That – 2:16
7. Rain in The Hearth – 3:55
8. Dad – 3:24
9. No One Cares – 3:02
10. Next – 4:12 (Michele Morrone)

## Classifiche
| Classifica (2020) | Posizione massima |
| ----------------- | ----------------- |
| Belgio (Vallonia) | 178               |
| Francia           | 195               |
| Germania          | 72                |
| Polonia           | 2                 |
| Svizzera          | 63                |